# RBO Sinfonia

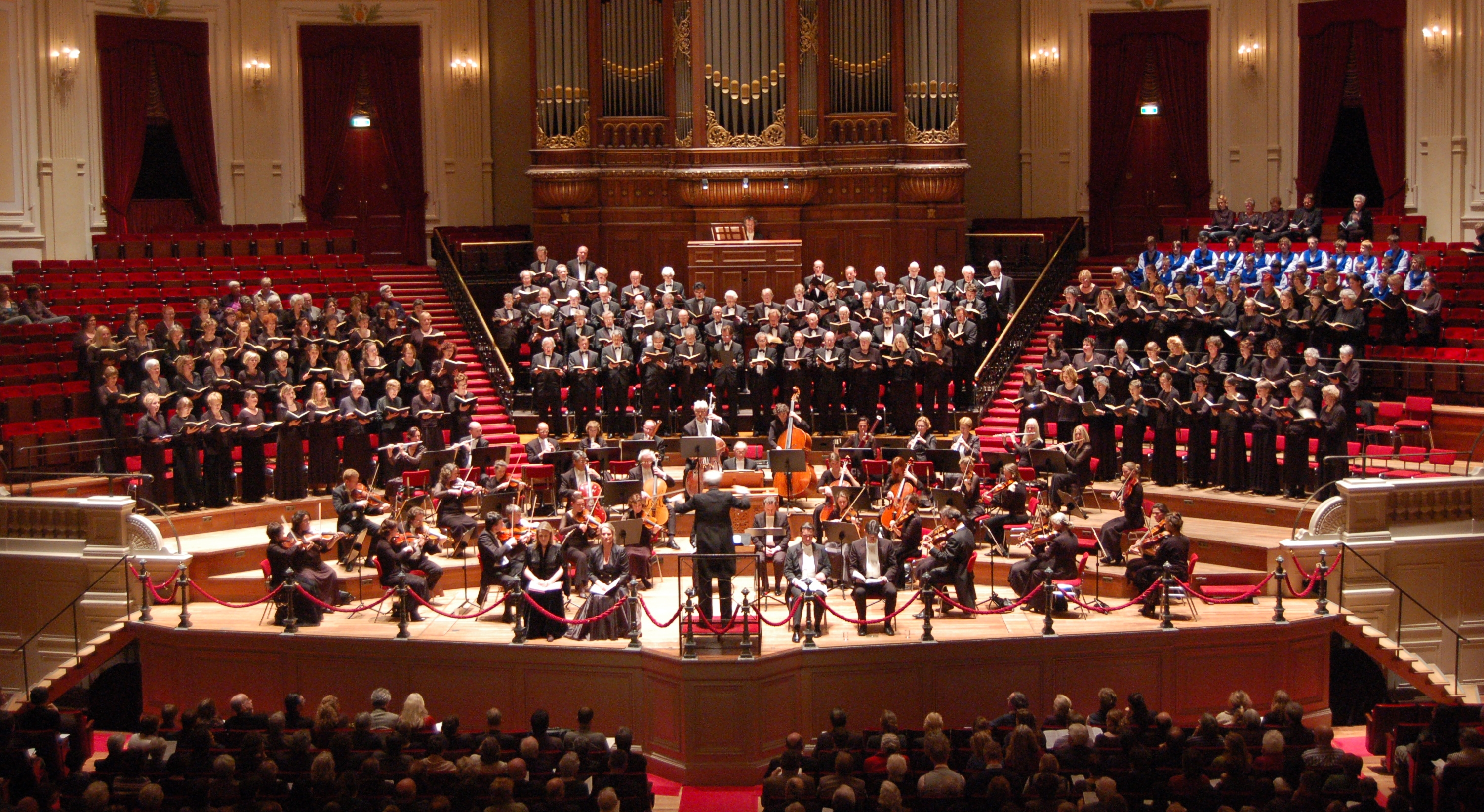
RBO Sinfonia en KCOV Excelsior in Concertgebouw Amsterdam

Het begeleidingsorkest RBO Sinfonia (voorheen Randstedelijk Begeleidings Orkest genoemd) is een professioneel symfonieorkest gespecialiseerd in het begeleiden van koren en zangsolisten. Ook geeft het orkest educatieve concerten, als vaste partner van de Stichting Educatieve Orkest Projecten, en biedt het koordirigenten de mogelijkheid ervaring op te doen met het dirigeren van een symfonieorkest. Het orkest heeft dan ook een groot repertoire: oratoria, cantates, opera’s en andere stukken met en zonder zang.
RBO Sinfonia is opgericht op initiatief van de korenbonden toen het Gewestelijk Orkest voor Zuid-Holland werd opgeheven in 1984. Dat orkest was het regionale symfonieorkest voor de provincie Zuid-Holland en gaf zijn laatste concert op 29 april 1984. Een overblijfsel hiervan was dat de provincie Zuid-Holland de begeleiding van koren in de eigen provincie enigszins subsidieerden tot 2013.
Bij RBO Sinfonia zijn de orkestleden niet in vaste dienst, maar spelen ze op freelance basis. Wel is er een vaste kern van ervaren musici met een grote repertoirekennis op het gebied van vocale muziek. Er is geen eigen dirigent: het orkest speelt onder leiding van de dirigent van het koor dat het orkest inhuurt.
Landelijk: Koninklijk Concertgebouworkest · Nederlands Philharmonisch Orkest · Nederlands Kamerorkest 

Landelijk/regionaal: Holland Symfonia · Rotterdams Philharmonisch Orkest · Residentie Orkest

Regionaal: Noord Nederlands Orkest · Orkest van het Oosten · Het Gelders Orkest · RBO Sinfonia · philharmonie zuidnederland · Het Zeeuws Orkest 

Orkesten van de Omroep: Radio Filharmonisch Orkest · Radio Kamer Filharmonie · Metropole Orkest

Opgeheven of gefuseerd: Amsterdams Philharmonisch Orkest · Frysk Orkest · Gewestelijk Orkest voor Zuid-Holland · Overijssels Philharmonisch Orkest / Forum Filharmonisch · Nederlands Balletorkest · Noordelijk Filharmonisch Orkest · Noordhollands Philharmonisch Orkest · Omroep Orkest · Radio Kamerorkest · Radio Symfonie Orkest · Utrechts Symfonie Orkest · Brabants Orkest · Limburgs Symfonie Orkest · West Nederlands Symfonie Orkest · Zuid-Hollands Orkest